# Maximiliano José de Áustria-Este
Maximiliano José de Áustria-Este (em italiano:  Massimiliano Giuseppe d'Asburgo-Este; em alemão:  Maximilian Joseph von Österreich-Este) (Milão, 14 de julho de 1782 - Altmünster, 1 de junho de 1863), foi príncipe de Módena e Régio e arquiduque da Áustria.

## Biografia

### Família
Maximiliano era o sétimo filho do arquiduque Fernando Carlos de Áustria-Este, regente do Ducado de Milão e herdeiro do Ducado de Módena e Régio; e de Maria Beatriz d'Este, soberana do Ducado de Massa e Carrara. Seus avós paternos foram Francisco I do Sacro Império Romano-Germânico e Maria Teresa da Áustria; e seus avós maternos foram o duque Hércules III de Módena e Maria Teresa Cybo-Malaspina, duquesa soberana de Ducado de Massa e Carrara.
Passou seus primeiros anos em Monza, onde sua família se refugiou após a invasão francesa do Ducado de Módena. Depois de visitar Verona, Pádua, Trieste e Ljubljana, seguiu com a família para Wiener Neustadt.

### Carreira militar
Em 1801, ingressou na Ordem Teutônica, conquistando a Cruz da Áustria em 1804. Após concluir seus estudos no Collegium Teresianum de Wiener Neustadt, foi nomeado major-general em 1805.
Maximiliano lutou contra os franceses na Alemanha em 1809. Em seguida, comandando o exército austríaco de Linz, bateu-se novamente contra o exército napoleônico em Ratisbona. Estabeleceu-se em 1830 no Castelo de Ebenzweier, em  Altmünster am Traunsee. Entre 1831 e 1839, residiu em Linz.
Projetou, entre outras fortificações militares, as Torres Maximilianas de Verona e a Torre Maximiliana de Santo Erasmo.

### Atividades sociais
Em [1835, foi nomeado Grão-Mestre da Ordem Teutônica, posição considerada prerrogativa da família imperial austríaca por quase meio século. Isso lhe permitiu exercer uma influência significativa nas decisões da Ordem junto aos Habsburgo e na Alemanha, apesar desta ter se desligado da Áustria com a dissolução do Sacro Império Romano-Germânico, em 1806. Apoiou fortemente o trabalho dos jesuítas, dos redentoristas e das irmãs franciscanas. Preocupou-se em fundar hospitais e escolas e a prestar assistência a trabalhadores qualificados e não qualificados.

### Morte
Maximiliano adoeceu seriamente em 23 de março de 1863 e faleceu em 1 de junho. Nunca se casou.  Seu corpo foi sepultado em Friedhof, Altmünster.